# サイコハウス 血を誘う家
『サイコハウス 血を誘う家』（原題：The Rental）は2020年に公開されたアメリカ合衆国のスリラー映画である。監督はデイヴ・フランコ、主演はダン・スティーヴンスが務めた。本作はフランコの映画監督デビュー作となった。
本作は日本国内で劇場公開されなかったが、2021年5月7日にDVDが発売される予定である。

## ストーリー
チャーリーは妻のミシェル、弟のジョシュ、その恋人ミナと一緒に海辺の貸別荘で週末を過ごすことにした。ミナがその貸別荘に申し込んだところ、よく分からない理由で却下された。そのため、チャーリーが再度申し込んだところ、今度は貸し出されることになった。貸別荘に到着した一行はオーナーのテイラーに出迎えられた。ミナは何故自分の申し込みを却下したのかと詰め寄ったが、テイラーははっきり答えないまま立ち去った。その日の午後、テイラーは再度別荘を訪れ、チャーリーに望遠鏡を貸してくれた。ほどなくして、一行は誰かの視線を感じるようになった。
ジョシュとミシェルが眠りについた頃、酔ったチャーリーはシャワーでミナと情事に耽っていた。翌朝、チャーリーとミナは二日酔いに悩まされ、もう2度と事に及ばないことで合意した。その後、ジョシュがチャーリーと元カノをどのように口説いたかという話題を出したため、チャーリーはミシェルから疑いの目で見られるようになった。その頃、ミナがシャワーを浴びていると監視カメラが仕掛けられているのを発見し、チャーリーにそれを知らせた。怖くなったミナは警察に通報しようとしたが、チャーリーは「警察に届け出れば、不倫したことがバレてしまう」と言ってミナを押し止めた。
ミシェルはドラッグでハイになった後、浴槽の修理のためにテイラーを呼び出した。ミナは隠しカメラの存在をテイラーに問い質したが、テイラーは知らないと答えるばかりであった。テイラーが警察に連絡しようとしたため、ミナはそれを止めようとした。その様子を見たジョシュはテイラーがミナに暴行していると勘違いし、殴って気絶させてしまった。4人が事態をどのように収集するべきか話し合っていると、ミナが隠しカメラの存在に触れた。その頃、覆面男が別荘に侵入しており、浴室に横たわっていたテイラーを絞殺した。ほどなくして、浴槽に戻った4人はテイラーの死亡を確認した。殺人を犯したと思い込んだジョシュは青ざめるのだった。
4人は事件の隠蔽を試みるが、事態はどんどん泥沼にハマっていくのだった。

## キャスト
- ダン・スティーヴンス - チャーリー
- アリソン・ブリー - ミシェル
- シェイラ・ヴァンド - ミナ
- ジェレミー・アレン・ホワイト - ジョシュ
- トビー・ハス - テイラー

## 製作
2019年3月11日、デイヴ・フランコが映画監督デビューを果たすことになり、そのデビュー作にアリソン・ブリー、ダン・スティーヴンス、シェイラ・ヴァンド、ジェレミー・アレン・ホワイトが起用されたと報じられた。本作の主要撮影は同年4月22日にオレゴン州ポートランドで始まり、5月24日に終了した。12月3日、ダニー・ベンジーとソーンダー・ジュリアーンズが本作で使用される楽曲を手掛けるとの報道があった。2020年7月24日、レイクショア・レコーズが本作のサウンドトラックを発売した。

## マーケティング・興行収入
2020年4月9日、IFCフィルムズが本作の全米配給権を獲得したと報じられた。また、同日、本作の劇中写真が初めて公開された。6月18日、本作はヴァインランド・ドライブイン・シアターでプレミア上映され、1300人以上の観客を集めた。これは新型コロナウイルスの流行によるもので、フランコ監督は映画館での正式なプレミア上映が行われることを望んでいる。同日、本作のオフィシャル・トレイラーが公開された。7月24日、本作は全米250館で公開され、公開初週末に40万3082ドルを稼ぎ出し、週末興行収入ランキング初登場1位となった。

## 評価
本作は批評家から好意的に評価されている。映画批評集積サイトのRotten Tomatoesには136件のレビューがあり、批評家支持率は72%、平均点は10点満点で6.43点となっている。サイト側による批評家の見解の要約は「安っぽさを感じないわけではない。しかし、ジャンルお決まりの展開にいくらかの捻りを加えることで、『サイコハウス 血を誘う家』は観客に十分な恐怖を提供し得る作品に仕上がっている。また、才能ある俳優たちを起用しているため、ホラー映画のファンなら同作を進んで見に行くだろう。」となっている。また、Metacriticには27件のレビューがあり、加重平均値は63/100となっている。